# Falkirk Stadium
Falkirk Stadium – stadion piłkarski w Falkirk, Wielka Brytania. Na tym stadionie swoje mecze rozgrywa Falkirk F.C. Klub przeprowadził się na Falkirk Stadium w 2004 roku po tym, jak sprzedał dotychczasowy obiekt – Brockville Park pod budowę centrum handlowego. Przeprowadzka na Falkirk Stadium, wiązała się z niespełnianiem przez dawny obiekt norm bezpieczeństwa Scottish Premier League.